# Memorial Id Crook
Memorial Id Crook es el nombre del trofeo que se entrega al equipo ganador del campeonato del mundo máster de la clase internacional Snipe de vela. Se disputa desde 1986 y actualmente se celebra cada dos años. Lleva el nombre de Idwal Crook, comodoro de la SCIRA en el año 2000. 
Se considera categoría máster a la tripulación en la que el patrón ha de tener al menos 45 años de edad el año en que se celebra la competición y la suma de años de edad de patrón y tripulante ha de superar los 80 años el año en que se celebra la competición.
En esta competición se programan siete mangas y no se pueden celebrar más de dos mangas al día ni dar la salida si el viento supera los 15 nudos de intensidad.
Además del Memorial Id Crook que gana el primer clasificado, se pueden otorgar medallas o trofeos en varias divisiones al resto de clasificados. Hasta 2015, estas divisiones eran tres:
- Aprendiz Máster (45-54 años)
- Máster (55-64 años)
- Gran Máster (más de 65 años)

Y desde 2015, la división "Gran Máster" pasa a ser entre 65 y 74 años, creándose una nueva división:
- Leyenda Máster (más de 75 años)

El patrón ganador se responsabiliza de la custodia y conservación del mismo, así como de enviarlo debidamente embalado al lugar designado para el siguiente campeonato. El trofeo es una donación de la secretaría general de Canadá y propiedad de la SCIRA (Snipe Class International Racing Association).

## Palmarés
| Año  | Patrón & Proel                         | Nación         |
| 1986 | Ken Simons & Bill Simons               | Estados Unidos |
| 1987 | Ivan Pimentel & Ricardo Lebreiro       | Brasil         |
| 1989 | Ivan Pimentel & Luiz Pejnovich         | Brasil         |
| 1991 | Félix Gancedo & Carlos Llamas          | España         |
| 1992 | Paulo da Silva Santos & Fernando Silva | Brasil         |
| 1994 | Kazunori Shinka & Tetsuji Nakatani     | Japón          |
| 1996 | Birger Jansen & Marianne Stigar        | Noruega        |
| 1998 | Bibi Juetz & Felipe Vasconcellos       | Brasil         |
| 1999 | Flemming Christiansen & Morten Ullmann | Dinamarca      |
| 2002 | Augie Diaz & John Kehoe                | Estados Unidos |
| 2004 | Augie Diaz & Lisa Griffith             | Estados Unidos |
| 2006 | Augie Diaz & Pam Kelly                 | Estados Unidos |
| 2010 | Paulo da Silva Santos & Rodrigo Inácio | Brasil         |
| 2012 | Augie Diaz & Justine O’Connor          | Estados Unidos |
| 2014 | Takeyasu Sugiyama & Hirotaka Kaneda    | Japón          |
| 2016 | Ernesto Rodríguez & Kathleen Tocke     | Estados Unidos |
| 2018 | Damián Borrás & Jordi Triay            | España         |
| 2023 | Damián Borrás & Sara Franceschi        | España         |

^En 2008 no se pudo competir debido a las condiciones meteorológicas y en 2020 se canceló debido a la pandemia de COVID-19.